# Сармати

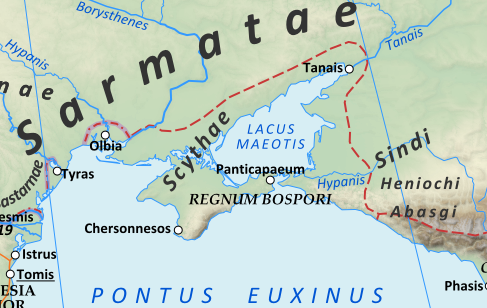
Roman Empire 125 (cropped)

Сарма́ти (грец. Σαρμάται) — кочовий іраномовний народ, який належав до іранської групи племен Сармати мешкали на межі нашої ери у Сарматії, що нині займає територію сучасної України та прилеглі до неї землі. Оволодівши землями скіфів, сарматські племена зі степів Причорномор'я в III ст. н. е. були частково витіснені готами, та частково ними ж підкорені. Готи, зруйнувавши сарматські торгові центри, розсіяли кочів'я. Остаточне зникнення сарматів на цих територіях пов'язане з експансією гунів після 370 року. Про сарматів епізодично згадується в працях античних істориків, де їх нерідко ототожнюють із савроматами. У ранньому новому часі під впливом ідей сарматизму нащадками сарматів вважали себе шляхта і українські козаки. За давньою традицією Речі Посполитої, в українській публіцистиці й романтичній історіографії 18 — 19 століття нащадками сарматського племені зображалися русини-українці. На сьогодні наука має обмаль аргументованих доказів про сарматів як єдиних предків українців (тобто, про етногенез без участі конфедерацій різних племен і народів іншого культурного, мовного походження в інших, суміжних регіонах етнічного ареалу українців на корінних землях тощо)..
Костянтин Тищенко, професор кафедри Близького Сходу при Київському національному університеті ім. Т. Шевченка, зазначав, що до іранських мовних запозичень в українській мові належать такі слова, як пан, терези, джура, шаровари. Це пізні запозичення. На його думку є і прадавні запозичення. Наприклад: «дбати — дбайливий», «бачити — обачний», «тривати — тривалий», «жвавий — жвавішати», «почвара — потвора», «кат — катувати» — ось такі запозичення в давні часи, які спільні з білоруською і польською мовою передусім.

## Сарматські племена
Поділялися на:

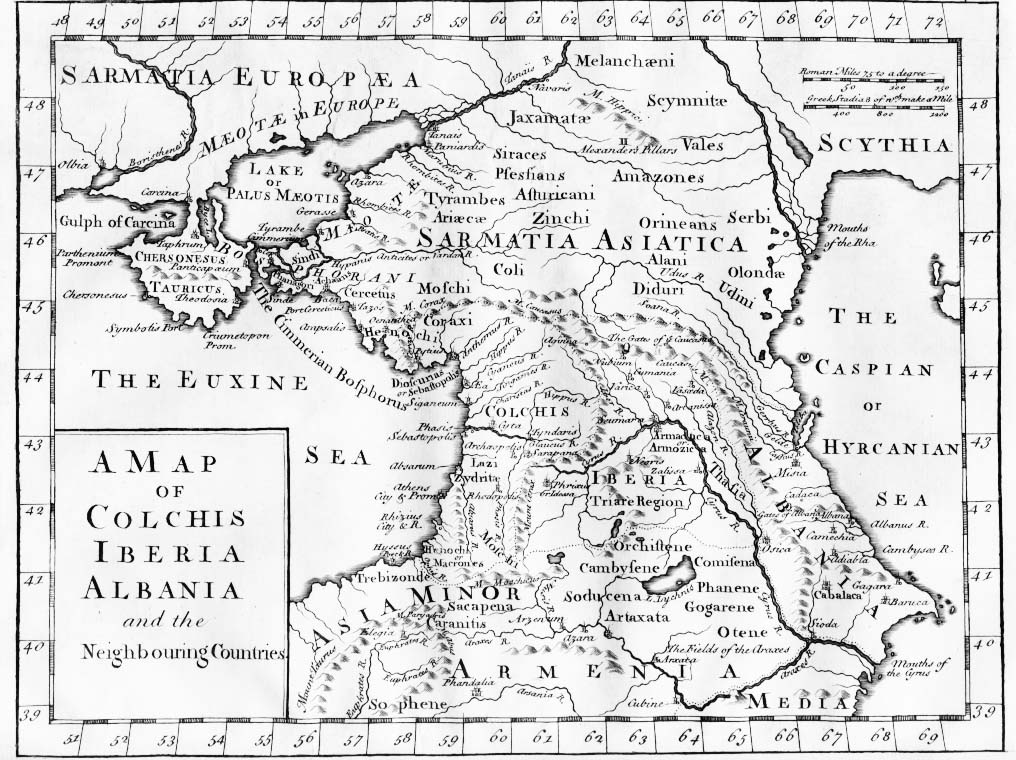
«Європейська Сарматія» та «Азійська Сарматія». Мапа на основі грецьких літературних джерел, надрукована в Лондоні 1770 року

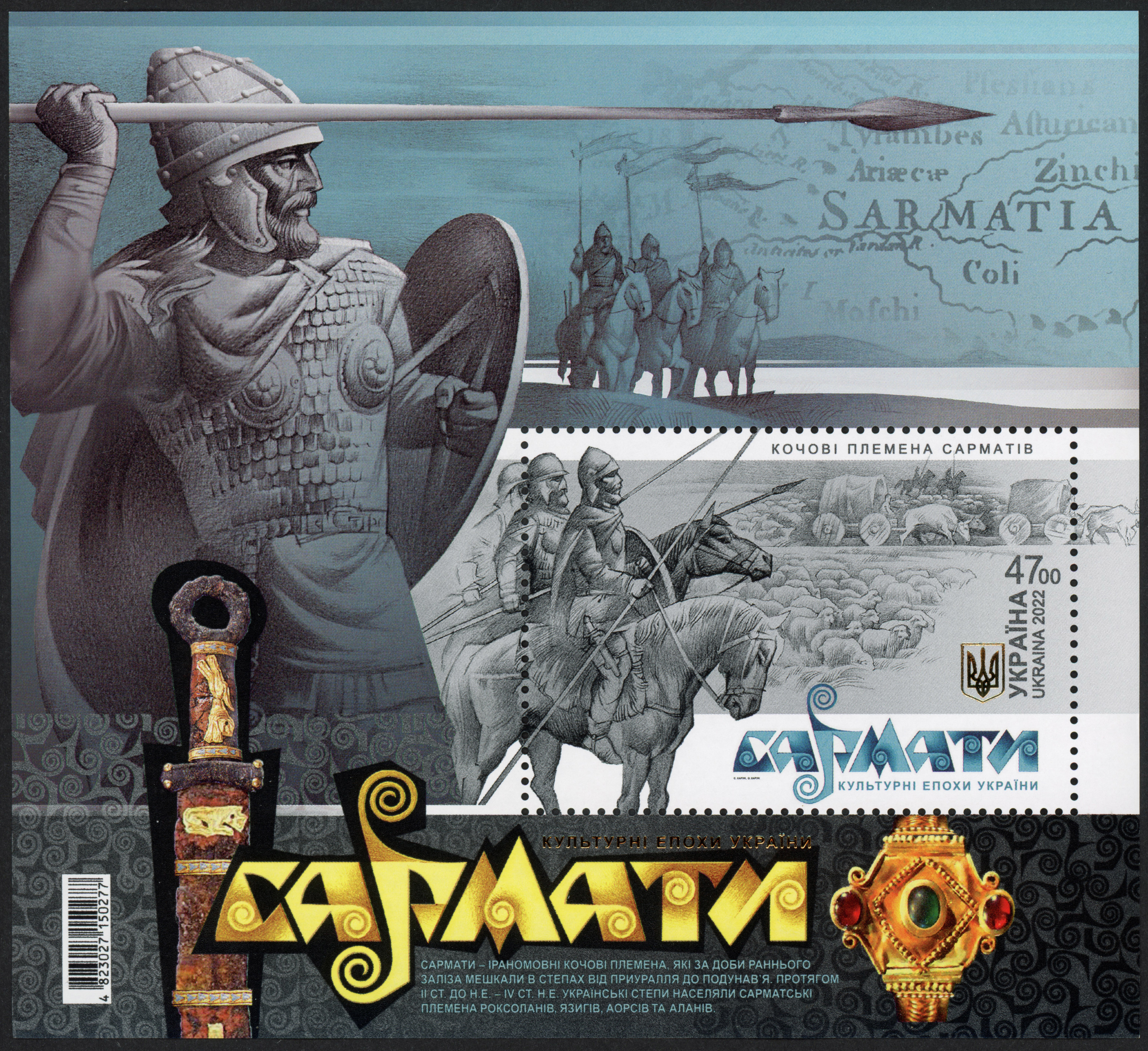
Блок Укрпошти з однієї марки «Кочові племена сарматів» із серії «Культурні епохи України. Сармати» (2022)

- роксоланів (або Білі Алани[9]) — мешкали у Північному Причорномор'ї;
- сіраків (Прикубання);
- аорсів (на схід від Дону);
- язигів;
- зі середини І століття н. е. до них додалися алани.

Олександр Симоненко окреслював три періоди сарматської доби на землях сучасної України:
- ранньосарматський період — в межах II—I ст. до н. е.,
- середньосарматський — I ст. до н. е. — середини II ст. н. е.,
- пізньосарматський — другої половини II—IV ст. н. е.

## Сармати і савромати
У IV—II ст. до н. е. античні автори розрізняли сарматів і савроматів, однак, вже древні римляни почали ототожнювати їх, зокрема, Пліній Старший у I ст. н. е. писав:

| ...там живуть, грецькою, савромати, яких римляни називають – сармати... |
після чого ці дві назви надовго стають синонімами.
Лише у XX ст. російський історик, професор та емігрант Михайло Ростовцев, з огляду на різні поховальні обряди, висловив і далі обстоював гіпотезу про різне походження цих назв, які стосувалися двох окремих народів. На противагу йому у Радянському союзі притримувалися офіційної версії про тотожність назв — цю гіпотезу обстоювала «московська школа» істориків на чолі з професором Борисом Граковим.
У XXI ст. українські вчені, зокрема, доктор історичних наук Симоненко Олександр, опираючись на результати останніх археологічних досліджень, схиляються до гіпотези Ростовцева, в той час як в Росії панівною лишається офіційна радянська версія.

## Винищення Скіфії
У III столітті до н. е. скіфів зі степів витиснули більш войовничі сармати. Як свідчать античні автори, зокрема Діодор Сицилійський, експансія сарматів на скіфські землі була далеко не мирною:
Дослідження ДНК 2018 року свідчили на користь літописних тез про витіснення та геноцид скіфських племен без жодних асимілятивних процесів(Примітка: у дослідженні говориться, що різниця геному може бути пов'язана як із реальною зміною популяцій, так і із взаємодією з іншими группами в більш пізні часи, там представлено декілька гіпотез, окрім тотального винищення).
Агресивна войовничість сарматів збіглася за часом з послабленням Скіфського царства. У відомій розповіді грецького письменника Лукіана (бл. 120—180 рр. н. е.) «Токсаріс або дружба» скіфи Дан-даміс і Амізок випробовують свою вірність дружбі у важкі часи сарматського нашестя: «Зненацька напали на нашу землю савромати в числі десяти тисяч вершників, — розповідає скіф Токсарід, — а піших, говорять, з'явилося втричі більш того. А, оскільки, їхній напад був непередбачений, то вони всіх обертають до втечі, багатьох сміливців вбивають, інших відводять живими… Негайно ж савромати почали зганяти здобич, збирати натовпом полонених, грабувати шатра, заволоділи великим числом возів зі всіма, хто в них знаходився».
Постійні набіги і поступове захоплення сарматами скіфської території завершилися масовим переселенням племен сарматів в Європейську Скіфію. Починаючи з II століття до н. е. сармати вже впевнено облаштувалися в Північному Причорномор'ї. Наприкінці III — на початку II ст. до н. е. цариця сарматів Амага, захищаючи Херсонес від ворожих скіфів, вільно розпоряджається владою в Скіфії, що послабшала. Інший сарматський цар на ім'я Гатал став відомим як учасник міжнародного союзу, що був утворений в 179 р. до н. е. державами Малої Азії і Північного Причорномор'я.
У II ст. н. е. українськими степами від Дону до Дунаю прокотилася хвиля аланів, остаточно зруйнувавши пізньоскіфські укріплення Нижнього Подніпров'я. Сарматська агресія була спрямована не лише у багаті римські провінції Подунав'я чи античні міста-колонії Чорноморського узбережжя, а й на північ. На рубежі нашої ери сармати здійснювали збройні напади на городища зарубинецької культури Середнього Подніпров'я і Подесіння.
У II—I ст. до н. е. річка Танаїс (Сіверський Донець та Нижній Дон) вважалася межею між Європейською Сарматією (Східна Європа) і Азійською Сарматією, до якої належали і кавказькі землі.
В ранньосарматський час Північне Причорномор'я населяли язиги та роксолани, яких відносять до західних сарматів, в середньосарматський — язиги з Північно-Західного Причорномор'я відкочували на Угорську рівнину, а їхню територію зайняли прийдешні з Поволжя — Подоння аорси, східні сармати. На сході Лівобережжя в другій половині I — на початку II ст. н. е. мешкала аланська орда.

## Язиги та роксолани
Першими сарматськими племенами на території сучасної України були роксолани та язиги, що зайняли степи Північного Причорномор'я. Близько 125 р. до н. е. вони створили могутню, хоч і не надто міцну федерацію, виникнення якої історики пояснюють необхідністю протистояти тиску східних племен сарматів. Ймовірно, це була типова для кочівників рання держава на чолі з плем'ям царських сарматів. Проте, повторити державний досвід скіфів західним сарматам не вдалося — з середини I ст. до н. е. вони діяли як два самостійні союзи. У степах між Доном і Дніпром кочували роксолани, на захід від них — між Дніпром і Дунаєм — жили язиги.
Назва "язиги"походить від одного кореня з давньоруською назвою народу осетин «яси». «Роксолани» — означає в перекладі «світлі арії». Розповідаючи про західних сарматів, Страбон пише: «Кибитки кочівників зроблені з повсті і прикріплені до возів, на яких вони живуть; навколо кибиток пасеться худоба, м'ясом, сиром і молоком якої вони харчуються. Вони слідують за своїми стадами, обираючи завжди місцевості з гарними пасовиськами: узимку в болотах біля Меотиди (Азовського моря), а влітку — й на рівнинах». Язиги першими дісталися в своїх набігах дунайських провінцій Римської імперії. Овідій залишив опис набігів сарматів: «Ворог, сильний конем і стрілою, що далеко летить, широко спустошує сусідню землю. Одні з жителів розбігаються, і з покинутих без охорони полів грабуються багатства, що не оберігаються… Частина жителів відводиться в полон, марно озираючись на села і свої житла, а частина гине жалюгідною смертю, пронизана зазубленими стрілами». Полонених сармати продавали в рабство. Работоргівля була дуже прибутковим промислом. Після завоювання Скіфії сармати зробилися головними постачальниками рабів на невільничі ринки Причорномор'я.
У першій половині I ст. н. е. язиги просунулися на Середньодунайську низовину, де зайняли межиріччя Дунаю і Тиси (частина нинішньої території Угорщини і Югославії). Слідом за язигами до меж Римської імперії підійшли роксолани, велика частина яких оселилася в нижній течії Дунаю (на території сучасної Румунії). Західні сармати були неспокійними сусідами Риму, вони виступали то його союзниками, то супротивниками, і не нехтували нагодою втрутитися в міжусобну боротьбу всередині імперії.
Язиги в другій половині I ст. н. е., а роксолани на початку II ст. н. е. добилися від Риму виплати щорічних субсидій в обмін на участь в обороні римських кордонів. Припинивши отримувати цю данину, роксолани в 117 р. покликали на допомогу язигів і вдерлися в дунайські провінції Риму. Після дворічної війни імперія була змушена відновити плату роксоланам. Мирний договір римляни уклали з царем Распараганом, який мав два титули — «царя роксоланів» і «царя сарматів». Ймовірно, це говорить про те, що язиги і роксолани формально зберігали єдину верховну владу. Найчастіше вони виступали в тісному союзі, хоча язиги займали рівнини Середнього Дунаю, а роксолани розташувалися на Нижньому Дунаї і в Північно-Західному Причорномор'ї. Завоювавши фракійців, що жили між язигами і роксоланами, римляни спробували зруйнувати їхні зв'язки і навіть заборонити спілкування поміж ними. Сармати відповіли на це війною.
Особливо наполегливою була боротьба сарматів з Римом в 60-ті і 70-ті рр. II ст. н. е. Нам відомо умови мирного договору, який язиги в 179 р. уклали з імператором Марком Аврелієм. Війна набридла як римлянам, так і сарматам, в стані яких боролися дві партії — прихильники і противники угоди з Римом. Нарешті, мирна партія перемогла, і цар Банадасп, вождь прихильників війни, був узятий під варту. Переговори з Марком Аврелієм очолив цар Зантік. За договором язиги отримали право проходити до роксоланів через римські землі, але натомість зобов'язувались не пересуватися човнами Дунаєм і не оселятися поблизу кордону. Згодом римляни скасували ці обмеження і встановили дні, коли сармати могли переходити на римський берег Дунаю для торгівлі. Язиги повернули Риму 100 тисяч полонених. Восьмитисячний загін кінноти язигів був прийнятий в римську армію, при цьому частину вершників спорядили служити до Британії.
Зіткнення сарматів з Римом відбувалися і пізніше. Мир змінювався війною, за якою знову наступала співпраця. Загони сарматів йшли на службу в римську армію і до королів германських племен. До того ж групи західних сарматів розселялися в римських провінціях — на території нинішніх Угорщини, Румунії, Болгарії, Югославії, Франції, Італії, Великої Британії.

## Аорситасіраки
Східні сарматські союзи аорсів та сіраків населяли простори між Азовським і Каспійським морями, на півдні їхні землі тягнулися до Кавказьких гір. Аорси кочували в степах від Дону до Каспія, в Нижньому Поволжі і Східному Передкавказзі. За Волгою їх кочовища доходили до Південного Приуралля і степів Середньої Азії. Назва «аорси» в перекладі означає «білі». Судячи з повідомлень стародавніх авторів, аорси були найсильнішим і найчисленнішим об'єднанням племен сарматів. Сіраки займали приазовські степи і північнокавказьку рівнину на північ від Кубані. Передгірні і рівнинні райони Центрального Передкавказзя також належали сіракам, але на рубежі нової ери їх потіснили аорси. У одній з воєн I ст. до н. е. цар сіраків, Абеак, виставив 20 тисяч вершників, в той час як цар аорсів, Спадін — 200 тисяч, «а верхні аорси ще більше, оскільки вони володіли обширнішою країною».
За словами Страбона, аорси та сіраки «частиною кочівники, частиною живуть в шатрах і займаються землеробством». Підпорядкувавши на Кавказі скіфо-кобанські, меотські і, можливо, інші племена, сармати включали їх до складу своїх союзів. Археологи встановили, що відбувалося поступове просування сарматів від степів до гір. Змішуючись з місцевим населенням, сармати освоювали його господарські і культурні досягнення. Панування кочівників над землеробськими областями додавало ускладнень їхнім політичним організаціям та сприяло виникненню ранніх форм державності.
Аорсів, які жили в степах Прикаспія та Предкавказзя, називали «верхніми аорсами». Вони панували над західним і північним узбережжям Каспійського моря і контролювали торговельні шляхи, що йшли через Кавказ і Середню Азію. Могутність і багатство аорсів вже в давнину пояснювали участю в міжнародній торгівлі. У Китаї країна аорсів називалася «Янтсай» — через неї проходив шлях, що сполучав Китай і Середню Азію зі Східною Європою і морською торгівлею по Чорному і Середземному морях. Цей шлях огинав Каспійське море з півночі. Інший торговельний маршрут йшов західним берегом Каспійського моря через прохід, який пізніше почали називати Дербентським. Цим шляхом аорси вели верблюжі каравани з індійськими і передньоазійськими товарами, які отримували від вірменських і мідійських купців. Ще один шлях, який називали Сарматським, проходив долинами Тереку і Арагви. Третій шлях в Закавказзя пролягав чорноморським узбережжям Кавказу.
На початку нової ери аорси, витісняючи роксоланів, освоїли межиріччя Дону і Дніпра і залишилися на заході дельти Дунаю. В 60-ті — 80-ті рр. І ст. н. е. в Ольвії карбуються монети з сарматськими тамгами та іменами сарматських царів, спочатку золоті з написом «Цар Фарзой», трохи пізніше — срібні з ім'ям Інісмей. Ці факти та археологічні дані, згідно з якими саме в цей час зростає кількість сарматських поховань між Дніпром і Дністром, дають можливість припустити, що Фарзой та Інісмей були володарями великого сарматського державного утворення аорсів, що виникло в Північно-Західному Причорномор'ї в другій половині I ст. н. е. Вочевидь, Ольвія потрапляє в залежність від цих царів або укладає з ними союз, що пояснює карбування їхніх монет у місті.
Про взаємини сіраків з аорсами відомо мало. В середині I ст. до н. е. вони були союзниками і спільно надавали військову допомогу боспорському цареві Фарнаку. В середині I ст. н. е. під час боротьби за престол між боспорським царем Мітрідатом III і його братом Котісом, аорси та сіраки виступають як вороги. Сіраки підтримали Мітрідата, аорси разом з римлянами опинилися на стороні Котіса. Об'єднані війська римлян, аорсів і боспорської опозиції захопили сіракське місто Успу. Описуючи ці події, Тацит повідомляє, що після падіння Успи цар сіраків, Зорсін склав зброю. Позбувшись союзників, Мітрідат незабаром припинив чинити опір. Не бажаючи потрапити до рук римлян, він здався цареві аорсів Евнону. Тацит пише: «Він увійшов до покоїв царя і, припавши до колін Евнона, говорить: Перед тобою добровільно з'явився Мітрідат, якого впродовж стількох років переслідують римляни».
Згодом аорси та сіраки увійшли до аланського об'єднання, що включало всіх скіфо-сарматів Кавказу і Східної Європи.

## Військова справа

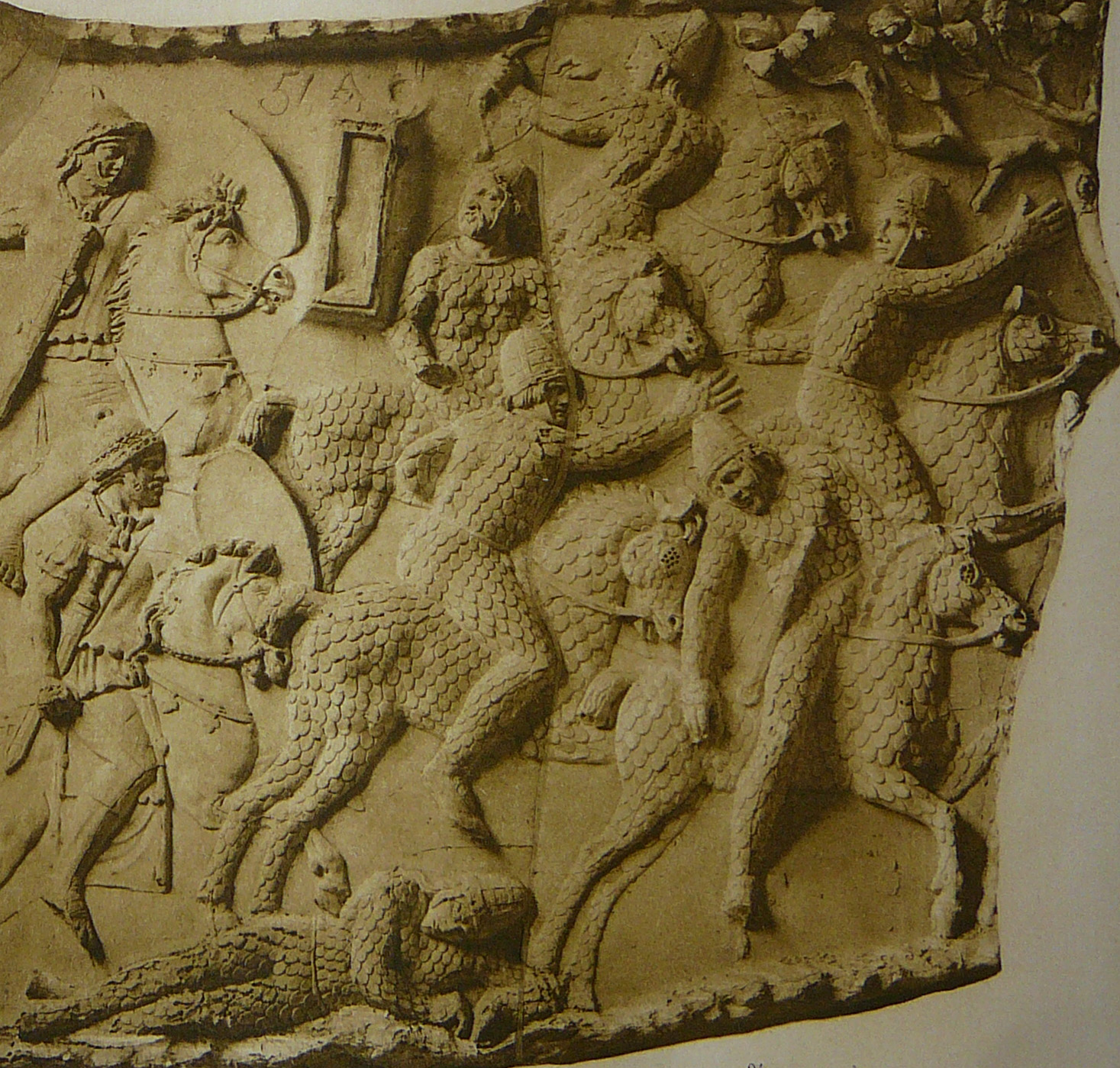
Бій римлян супроти сарматів (фрагмент з колони Траяна).

Спосіб життя та побут сарматів на території України не надто відрізнявся від побуту їх попередників — кімерійців і скіфів. Римський географ, Помпоній Мела, відзначав, що «сармати не живуть в містах і навіть не мають постійних місць проживання. Вони вічно живуть табором, перевозячи майно і багатство туди, куди приваблюють їх кращі пасовища або примушують вороги, які відступають чи переслідують». Під час зміни пасовищ сармати перевозили своїх дітей, старих, жінок і майно в кибитках.
Кочове скотарство, яке було економічною основою сарматського суспільства не могло повністю задовольнити усі його потреби. Природним доповненням до випасання коней і овець залишалася відпрацьована століттями військово-грабіжницька економіка. Перелік її «галузей» також не змінився: збір данини (під ширмою «заступництва», «протекторату»), пограбування, работоргівля, контроль над товаропотоками, найманство.
Сарматське суспільство було цілком воєнізованим. За свідченням Корнелія Тацита:
В соціальному житті сармати були племінним суспільством із пануванням військово-родової верхівки. Про це свідчать сарматські кургани, що надто відрізняються один від одного за багатством поховального інвентаря.
Головним типом військ причорноморських сарматів була легка кіннота. Сармати були вправними вершниками, мали на озброєнні не лише лук та стріли, але і мечі, кинджали і важкі списи. Знать складала важку кінноту. За Тацитом, у «ватажків та всієї знаті» сарматів, які напали 69 р. н. е. на Нижню Мезію, були панцирі «з залізних пластин або дуже товстої шкіри».
Сармати рідко поставали перед ворогами пішими.
Загалом в історії військової справи сарматів виділяються два головних періоди. На ранньому — військо складалося з народного ополчення на чолі з родовими вождями. Його основою була легка кіннота, озброєна луками і мечами. Піхота комплектувалася з найбідніших общинників. Після невдалих зіткнень з римськими легіонами в Подунав'ї у І ст. до н. е. сарматське військо реорганізувалося. Його ударною силою стала важкоозброєна кіннота — катафрактарії, що з метою прориву бойових порядків піших римських легіонерів атакувала тісним строєм з довгими (до 4,5 м) списами. Саме поразки від сарматських катафрактаріїв змусили римлян реформувати своє піше військо, посиливши його важкоозброєною кіннотою..
Сарматський період в історії військової справи — це час, коли зростає значення важкоозброєної кінноти і прийомів ближнього бою. Основу війська ранніх сарматів складали легкоозброєні кінні стрільці, одягнені в шкіряні лати і шоломи. Проте, вже в середньосарматський період військова перевага була забезпечена дружинами важкоозброєних вершників. Чисельність таких загонів і їхня роль у війську сарматів постійно зростали. Захищений панциром з металевих або рогових пластинок і конічним шоломом, знатний воїн сарматів перекидав супротивника списом і добивав його довгим мечем вершника. Своїх коней «рицарі» сарматів теж одягали в спеціальні «обладунки». Довгі мечі сармати носили на лівому боці, а на правому — короткі кинджали, схожі на скіфський акінак. У сагайдаках з поховань сарматів археологи іноді знаходять по декілька сотень вістер стріл.

## Сарматська міфологія
Як вже згадувалося, легенда про походження сарматів, викладена Геродотом, свідчила, що сармати починають свій рід від фантастичних амазонок, що одружувались зі скіфськими юнаками. Згідно з цією ж легендою, амазонки так і не змогли остаточно опанувати мову своїх чоловіків, «тому сармати розмовляють скіфською мовою, але спрадавна спотвореною». Також грецький історик зазначав, що їхні жінки «їздять верхи на полювання з чоловіками і без них, виходять на війну і носять однаковий з чоловіками одяг… жодна дівчина не одружується, поки не вб'є ворога». Псевдо-Гіппократ (470—356 рр. до н. е.), також повідомляв, що сарматки їздять верхи, стріляють з лука і кидають дротики, і додавав: «Вони не вступають в шлюб, поки не вб'ють трьох ворогів», але після вступу в шлюб «припиняють їздити верхи, доки не з'явиться необхідність у загальному поході». Він надає і таку дивовижну деталь: «у дівчат нерідко видаляли праві груди, аби вся сила і життєві соки перейшли в праве плече і руку і зробили жінку сильною нарівні з чоловіком». Античних письменників вражало почесне становище сарматських жінок, їхня участь в суспільному житті. Легенда про царицю сарматів Амагу, яку записав грекомовний письменник II ст. н. е. Полієн, оповідає, що на межі III—II ст. до н. е. чоловік Амаги, цар Медосак, був схильним до вживання хмільного меду, через що занедбав державні справи. Амага «сама розставляла по всій країні гарнізони, відбивала напади ворогів та допомагала сусідам, яких ображали». Коли скіфське військо оточило Херсонес, і херсонесити звернулися за допомогою до Амаги, вона, спільно з 120 добірними воїнами, кожен з яких отримав трьох коней в своє розпорядження, за добу подолала майже 200 км і раптово з'явилася в ставці скіфів. Амага вбила скіфського царя, а владу передала його синові, наказавши правити справедливо і не ображати сусідів. Помпоній Мела писав про сарматів: «Плем'я войовниче, вільне, непокірне і до того жорстоке і люте, що навіть жінки беруть участь у війнах нарівні з чоловіками».

## Культура та релігія
Про вірування сарматів відомо значно менше, ніж про релігійні уявлення скіфів, але багато в чому вони подібні. Так само як і всім індоіранським народам, сарматам було притаманне семибожжя з провідним культом бога війни, якого уособлює меч, а також поклонінням сонцю та вогню. Археологічними доказами останнього є сліди вогнищ під курганами, обпаленість дерев'яних поховальних конструкцій, вугілля в сарматських могилах тощо.
Також у сарматів був поширений культ пращурів. Головними пам'ятками тисячолітнього перебування сарматів є численні кургани, що досягають інколи 5-7 метрів у висоту. Савроматські та сарматські кургани найчастіше розташовуються групами на високих місцях, вершинах пагорбів, звідки відкривається широка панорама неосяжних степів. У багатих сарматських похованнях чимало ювелірних виробів та посуду з коштовних металів. Вони є складними поховальними спорудами. Поміж найвідоміших археологічних пам'яток сарматського часу в Україні — так звані «царські» кургани біля с. Пороги Вінницької обл., де поховано «царя» та його дружину, кургани з багатими похованнями «цариць-жриць» Соколова Могила на Миколаївщині та Ногайчинський курган у Криму. Рядові сарматські поховання або містяться під невисокими курганними насипами, або є впускними чи ґрунтовими (язиги). Небіжчика клали випростаним на спині головою на північ на дно прямокутної вузької ями, іноді перекритої деревом. У чоловічих могилах найчастіше знаходять кілька залізних вістер стріл, меч, точильний брусок, у жіночих — сіроглиняні глечики, прикраси (намисто з напівкоштовних каменів чи скла, амулети, бронзові круглі люстерка, фібули-застібки тощо).
Образи тварин посідали визначне місце в релігійно-культових уявленнях сарматів. Одним з головних культів був культ коня. Коням приносили жертви, і водночас коней приносили в жертву. Правда, найчастіше сармати, шкодуючи коня, клали в могилу господаря його символ — узду.
Для культури савроматів і сарматів раннього періоду притаманним був звіриний стиль подібний до скіфського: прикраси, одяг, зброя, посуд і інші побутові предмети прикрашали стилізованими зображеннями (плоскими, гравірованими, рельєфними, об'ємними з золота, бронзи, кістки, рогу, каменя) тварин.
У III ст. до н. е. з'являється і з II ст. до н. е. досягає розквіту характерний для сарматів «поліхромний стиль» — прикраси, одяг, взуття, вироби з металу оброблялися самоцвітами, намистами, бісером, кольоровою емаллю тощо. Поступово зображення тварин втрачають реалістичність і схематизуються. Зі знахідок цього часу на території України найпоширенішими є срібні золочені прикраси кінської збруї — фалари.
На початку нашої ери знову поширюються вироби у «звіриному стилі». Майже всі вони золоті або плаковані золотою платівкою з рельєфними зображеннями і знайдені в похованнях сарматської верхівки. Це переважно атрибути влади (гривни, набірні пояси, коштовний посуд), парадні зброя та збруя, в жіночих похованнях — діадеми і амулети, які могли належати жрицям. Ці речі вже суттєво відрізняються від скіфських і містять елементи середньоазійського поліхромного стилю — безліч вставок з каменю. Особливо сарматам подобалася бірюза і червоні камені, якими прикрашали очі, вуха, хвости та інші частини тіла тварин. Деякі вироби, створені еллінськими майстрами для сарматів, наприклад на Боспорі, вражають своєю вишуканістю. Зокрема, відтворена у безлічі книг застібка для плаща у вигляді дельфіна. Її виконано з золота, а тіло дельфіна виточено з гірського кришталю. Браслети, шийні гривні, безліч золотих бляшок для одягу зроблено для сарматів ювелірами з різних країн Азії і Європи.
Дещо пізніше сарматський поліхромний звіриний стиль було поширено сарматами, готами та гунами в Європу. Тут він домінував у прикладному мистецтві від Середземного моря до Скандинавії протягом усього І тис. н. е. Саме в цій мистецькій традиції корені звіриної орнаментики, якою скандинавські вікінги вкривали борти своїх довгих кораблів, а давньоруські монахи-літописці прикрашали рукописи XII—XIII ст.

## Царі сарматів
- Аріфарн
- Сайтафарн
- Гатал
- Медосакк
- Амага
- Ремад
- Абеак
- Спадін
- Зорсіна
- Евнон
- Фарзой
- Інісмей

## Занепад
У III ст. н. е. сармати зазнали поразки від германського племені готів, яке прийшло у Надчорномор'я з Балтії. Саме в цей час було спалено головне торжище сарматів Танаїс. Готи створили на півдні України ранньофеодальну державу, відому під назвою імперії Германаріха. Кінець їхньому пануванню в Надчорномор'ї поклала
гунська навала наприкінці IV ст. Уцілілі після погрому сарматські племена півдня України разом з гунами рушили на захід у Подунав'я і далі до Західної Європи, де взяли участь у розгромі Риму. Рештка аланів Нижнього Дону, Кубані, Передкавказзя пізніше увійшли до Хозарського каганату, слідами якого є пам'ятки Салтово-маяцької археологічної культури VII-Х ст. басейнів Дінця, Дону, Нижньої Волги та Кубані. Сармати вплинули на формування мови, культури,
антропологічного типу українців. Нащадки сарматів були важливою складовою середньовічних сіверян, які відомі археологам як за літописними даними, так і за пам'ятками роменської культури ІХ-Х ст. Північно-Східної України.

## Пам'ять
Вулиця Сарматська у містах Дніпро, Кривий Ріг, Марганець, Сімферополь.
Провулок Сарматський у містах Київ, Краматорськ, Миколаїв.

## Цікаві факти
- З 1677 року гетьман Війська Запорозького Юрій Хмельницький використовував титул «князя сарматського і гетьмана Війська Запорозького»; у деяких джерелах — «князя Сарматії, Малої Росії і України, вождь Війська Запорозького»[13].
- У літописі Самійла Величка XVIII століття сарматськими називаються два народи: «сарматійський народ польський» та «вольний, шляхетський, савроматійський, козако-руський народ»[14]. Там само щодо козаків вживаються епітети: «сармато-козацькі предки», «слов'яно-козаки», «козако-руські предки»[15]. Також, у тексті Білоцерківського універсалу Богдана Хмельницького від 1648 року до всієї України, Самійло Величко твердить про первинність сарматського походження козаків-русів, від яких пішли поляки:

|  | Передаємо вам це і сповіщаємо, що поляки народилися й пішли від нас же, савроматів та русів, і про це свідчать їхні ж польські хронікарі. Отож були вони спочатку братами нашими, савроматами й русами, але мали велику пожадність до слави й душезгубного багатства і віддалилися від співжиття з нашими стародавніми предками. Вони взяли собі іншу назву (тобто ляхи й поляки), і заволоклися аж за Віслу... Потім, як минуло відтоді вже багато часу, вони розплодилися й примножилися у своїх поселеннях понад Віслою і за Віслою і, невдоволені згаданими вже людськими шкодами і здирствами, безпричинно й по-зрадницькому повстали (як колись Каїн на Авеля) на русів чи савроматів, тобто на своїх же з давнини природних братів... Вони звоювали війною і привласнили через свою ненаситність достеменно наші зі стародавніх часів землі та провінції козако-руські, савроматійські від Поділля і Волох по Віслу і аж до самого Вільня і Смоленська. Мав наш край довгі й просторі кордони, включаючи землі Київську, Галицьку, Львівську, Холминську, Белзьку, Подільську, Волинську, Перемисльську, Мстиславську, Вітебську й Полоцьку. Вони, поляки,не тільки знищили і згладили на згаданих наших землях та провінціях ім’я наше славне козацьке, але, що найгірше й найбільше засмучує, запрягли вони всіх братів наших, роксолан, у невільниче підданське ярмо.... |

- В популярній міфологізованій «Історії Русів» XIX століття наводиться привілей короля Казимира III Великого від 17 березня 1339 року, в якому одним із обґрунтувань приєднання Галичини до Польщі було те, що «люд Руський» є з поляками «від одної крові нашої Сарматицької породжений і нам теж кревною посесією приналежний»[17]. Там само подається лист козаків до короля Сигізмунда ІІІ від 1596 року, де також наголошується спільне «сарматське» походження русинів і поляків: «Народ Руський, бувши в поєднанні спершу з Князівством Литовським, а згодом — і з Королівством Польським, не був ніколи од них завойований і їм раболіпний, але, яко союзний і єдиноплемінний, од єдиного кореня слов'янського, альбо Сарматського, виниклий…»[18]. В іншому місці у зверненні Богдана Хмельницького до козаків, стверджується, що «предки наші, відомі всьому світові Слов'яни, або Сармати і Руси…»[18]